# Вилхелм IV фон Еберщайн
Вилхелм IV фон Еберщайн (на немски: Wilhelm IV von Eberstein; * 3 май 1497; † 1 юли 1562) от швабската графска фамилия Еберщайни е граф на Еберщайн, господар на Болтринген-Ной Еберщайн, от 1546 до 1555 г. президент на имперския камерен съд.
Баща му Бернхард III фон Еберщайн (1459 – 1526) е президент на имперския камерен съд (1510 – 1520). Майка му е графиня Кунигунда фон Валдбург-Зоненберг (1482 – 1538), дъщеря на граф Еберхард II фон Валдбург-Зоненберг († 1483) и графиня Анна фон Фюрстенберг († 1522). По-малкият му брат Йохан Якоб I фон Еберщайн (1517 – 1574) е граф на Ной Еберщайн, Фрауенберг-Риксинген-Оберщайн.
Вилхелм IV въвежда официално реформацията в графството си през 1556 г. Разширява замъка Еберщайн в Гернсбах.

## Фамилия
Вилхелм IV се жени на 6 ноември 1522 г. за графиня Йохана фон Ханау-Лихтенберг (* 1507; † 27 януари 1572), дъщеря на граф Филип III фон Ханау-Лихтенберг (1482 – 1538) и на маркграфиня Сибила фон Баден (1485 – 1518). Двамата имат децата:
- Филип II (1523 – 1589), императорски съветник, 1577 получава опекун заради „душевна“ болест, женен I. на 7 април 1556 г. за Йоанна дьо Белойл († 1565), II. на 12 януари 1566 г. във Вертхайм за Катарина фон Щолберг († 1598), III. пр. 20 януари 1566 г. за Агата фон Утрехт
- Анна (1524 – 1546)
- Елизабет (1526 – 1555)
- Фелицитас (1527 – 1565), абатиса на Гересхайм
- Кунигунда (1528 – 1575), омъжена на 28 април 1544 г. в замък Ной Еберщайн за граф Фробен Христоф фон Цимерн (1519 – 1566)
- Вилхелм (1529 – 1561), каноник в Страсбург и Кьолн
- Сибила (1531 – 1589), омъжена на 1 март 1557 г. в Аугсбург за граф Маркус Фугер (1529 – 1597)
- Бруно (* 1532)
- Ото IV (1533 – 1576), духовник, императорски съветник, полковник, удавен в Антверпен, женен за фрайин Фелицитас Колона фон Фьолс
- Анна (1536 – 1537)